# Парсонс, Эндрю
Эндрю Парсонс (порт. Andrew Parsons) — бразильский журналист и спортивный деятель, третий президент Международного паралимпийского комитета с 2017 года. Член МОК.

## Биография
Как заявил сам Эндрю Парсонс, у него шотландское происхождение, хотя он и родился в Бразилии, в Рио-де-Жанейро 10 февраля 1977 года. Получил степень бакалавра в области маркетинговых коммуникаций в Федеральном университете Флуминенсе. На 2017 год Парсонс около 20 лет проработал в паралимпийском движении (при этом не являясь паралимпийским спортсменом), был членом исполкома и президентом национальных паралмпийских комитетов Бразилии и Америки, занимал должность вице-президента Международного паралимпийского комитета (МПК).
8 сентября 2017 года на XVIII Генеральной ассамблее МПК в Абу-Даби (ОАЭ), Парсонс победил в первом туре выборов нового президента комитета, набрав 84 голоса при необходимом минимуме в 82 и обойдя трёх других кандидатов: из Канады (Патрик Джарвис набрал 12 голосов), Дании (Йон Петерссон — 19) и Китая (Чжан Хайди, набравшая 47 голосов).

### Спортивная деятельность
Основная деятельнось Парсонса в паралимпийских комитетах:
- С 2002 года генеральный секретарь, а с 2005 по 2009 годы президент Американского паралимпийского комитета[англ.] (APC)[Примечание 1];
- С 2001 года генеральный секретарь, а с 2009 по 2017 годы президент Паралимпийского комитета Бразилии[англ.];
- Член комитета на выбор города-кандидата для проведения XXXIII летней Олимпиады в 2020 году[7];
- С 2013 года вице-президент, а с 8 сентября 2017 года президент Международного паралимпийского комитета[2][4].

## Награждения
- Командор ордена Риу-Бранку[1].
- Орден Восходящего солнца I степени (2025 год, Япония)[8].
- Орден «Достык» II степени (2025 год, Казахстан)[9].
- Диплом за достойное спортивное поведение, вручённый Международными комитетом Fair Play[англ.] во время XII летней Паралимпиады в Афинах в 2004 году[Примечание 2][11].

## Комментарии
1. ↑  Не путать с Паралимпийским комитетом США. APC международный комитет, представляющий 26 национальных паралмпийских комитетов[англ.] Северной и Южной Америк.
2. ↑  Во время начального этапа индивидуальных соревнований по конному спорту[англ.] у лошади французской наездницы случился сердечный приступ при входе на выездную арену[10], а бразильская команда, где состоял Парсонс (на тот момент помощник руководителя сборной), предложили ей лошадь на замену для выступления на следующее мероприятии.